# Daverio
Daverio é uma comuna italiana da região da Lombardia, província de Varese, com cerca de 2.634 habitantes. Estende-se por uma área de 4 km², tendo uma densidade populacional de 659 hab/km². Faz fronteira com Azzate, Bodio Lomnago, Casale Litta, Crosio della Valle, Galliate Lombardo.

## Demografia
| Variação demográfica do município entre 1861 e 2011                               |
|                                                                                   |
| Fonte: Istituto Nazionale di Statistica (ISTAT) - Elaboração gráfica da Wikipedia |